# 井上温大
井上 温大（いのうえ はると、2001年5月13日 - ）は、群馬県前橋市出身のプロ野球選手（投手）。左投左打。読売ジャイアンツ所属。

## 経歴

### プロ入り前
前橋市立岩神小学校1年生時に岩神リトルファイターズで野球を始め、前橋市立大胡小学校3年生時にはリトル大胡スターズに所属。前橋市立大胡中学校では軟式野球部に所属していた。
前橋商業高校進学後、1年秋からベンチ入りし、主力投手として活躍。3年春の群馬県大会準々決勝で健大高崎高校相手に5回無失点の好投を見せ、注目を集めた。3年夏は背番号1を背負って、同校9年ぶりの群馬県大会決勝進出に貢献。決勝戦では前橋育英高校に8回途中3失点の粘投も敗れ、甲子園には届かなかった。
2019年10月17日に行われたプロ野球ドラフト会議において、読売ジャイアンツから4位で指名され、契約金4000万円、年俸540万円（金額は推定）という条件で入団した。背番号は91。担当スカウトは内田強。

### 巨人時代
2020年は、シーズン終盤に二軍のローテーションに食い込み、イースタン・リーグ9試合（先発5試合）に登板、1勝1敗、防御率4.80の成績だった。オフに、現状維持の推定年俸540万円で契約を更改した。
2021年は、イースタン・リーグの開幕投手を務め、その後も二軍戦に登板していたが、5月17日に左肘頭骨折と診断され左肘頭スクリュー挿入術を受けた。11月15日、育成契約への移行を前提として自由契約とすることを通告された。12月10日、30万円減となる推定年俸510万円で育成選手として再契約した。背番号は091に変更となった。
2022年は、7月11日までにイースタン・リーグで5試合に先発登板し、0勝0敗、防御率5.25ながらも、投球回数（24回）を上回る30奪三振を記録し、同日に支配下登録選手に復帰した。背番号は97。7月16日の広島東洋カープ戦（東京ドーム）で3番手としてプロ初登板し、3イニングを無失点に抑える。8月24日の中日ドラゴンズ戦（東京ドーム）で初先発するが、5回途中3失点で敗戦投手となった。4度目の先発となった9月23日の中日戦（バンテリンドーム）で、6回3失点でプロ初勝利を挙げた。この年、巨人ではすでに7人の若手投手がプロ初勝利を挙げており、同一シーズンで同球団から8人の投手が初勝利を挙げるのは球界史上初の出来事だった。11月6日には東京ドームで行われた侍ジャパンとの強化試合に先発し、3回1安打無失点の好投を見せた。オフには同じ左腕でDeNAのエースである今永昇太に弟子入りし自主トレを行うことを明らかにした。11月22日、140万円増となる推定年俸650万円で契約を更改した。
2023年は、キャンプを一軍で迎えるも2月28日にコンディション不良で離脱。一軍では6月23日の広島戦で初登板となったが、シーズンを通して4試合に登板し0勝1敗、防御率10.95と振るわなかった。一方、イースタン・リーグで10試合に先発登板。7勝0敗、防御率0.74と好成績を残し、84奪三振でリーグ最多奪三振数となった（タイに本前郁也）。オフには20万円増となる推定年俸670万円で契約を更改した。
2024年は開幕を二軍で迎え、4月5日に出場選手登録される。序盤は中継ぎでの登板がメインであり、交流戦前時点で0勝3敗2ホールド・防御率5.19の成績だったが、5月30日の福岡ソフトバンクホークス戦では4回から7回を打者12人完全投球で封じ、東京ドームで初めて勝利を挙げた。その1週間後の6月6日の千葉ロッテマリーンズ戦では先発登板し、7回途中3失点で先発として622日ぶりに勝利投手となった。7月3日に地元・前橋市の上毛新聞敷島球場で開催された中日戦に先発登板し、8回5安打7三振無失点で勝利投手となる。この試合から8月24日の中日戦まで先発として5連勝を記録し、8月と9月は奪三振率が10点台を超える快投を披露した。シーズン全体では25試合の登板（うち15先発）で8勝5敗2ホールド・防御率2.76を記録し、特に先発では6月以降はローテーションを守り切り7勝を挙げるなど大きく飛躍した。チームが3連敗で迎えたDeNAとのクライマックスシリーズでは第4戦に先発し、6回1/3まで完全投球を見せた。オフには怪我で辞退した伊藤大海の代役としてプレミア12に代替召集され、国際大会初代表を経験。初戦のオーストラリア戦に先発し、6回途中1失点と力投し、代表初勝利を挙げるなど、3試合に登板した。オフに2730万円増となる推定年俸3400万円で契約を更改した。
2025年は自身初の開幕ローテーション入りを果たす。5月21日の阪神タイガース戦（甲子園）では自身初の甲子園での先発登板。6回2失点の投球で阪神戦初勝利となる3勝目を飾った。6月4日の千葉ロッテマリーンズ戦（ZOZOマリンスタジアム）では自身初のスライド登板に臨むも、7回5失点と試合を作れず敗戦投手となった。10日の福岡ソフトバンクホークス戦（みずほPayPayドーム）では2回に周東佑京に頭部死球を与え、自身初の危険球退場となった。先述の阪神戦以降勝ち星が遠ざかり、3勝目を挙げてから8試合目の登板となった中日戦（バンテリンドーム）ではチームが勝ち越した後にマイケル・チェイビスに2点本塁打を浴びる背信投球、さらに5回にはベースカバーを怠り、ピンチを拡大した。その場で懲罰交代され、阿部慎之助監督や杉内俊哉投手チーフコーチからベースカバーについて再び苦言を呈された。ここまで3勝6敗、防御率3.31という成績で、翌日二軍降格となった。二軍での登板を1試合挟み、8月16日に行われる長嶋茂雄の追悼試合に先発登板することが決定したが、3回3失点と試合を作れず、チームもそのまま敗れて敗戦投手となった。

## 選手としての特徴
最速153 km/hでキレのあるストレートを誇るサウスポー。変化球は縦と横2種類のスライダーを武器にし、フォーク、カーブ、ツーシーム、カットボール、チェンジアップも使いこなす。ベースカバーを苦手としており、阿部慎之助監督からは繰り返し苦言を呈されている。

## 人物
2024年シーズン、ソフトバンクから移籍した高橋礼と泉圭輔をお兄ちゃんとして慕っており、特に泉からは「ずっと触っていたい」と溺愛されている。
憧れの選手は工藤公康と今永昇太。特に今永とは2022年オフに弟子入りし自主トレを行い、「雲の上の存在」として理想像にも挙げている。
好きな漫画は「MAJOR」。父親が単行本を収集していたことで読み、アニメ版も見ている。
名前の由来は、父親が安室奈美恵の長男の名前を気に入り、男の子が生まれたら付けようと決めていたから。

## 詳細情報

### 年度別投手成績
| 年 度     | 球 団     | 登 板 | 先 発 | 完 投 | 完 封 | 無 四 球 | 勝 利 | 敗 戦 | セ 丨 ブ | ホ 丨 ル ド | 勝 率 | 打 者 | 投 球 回 | 被 安 打 | 被 本 塁 打 | 与 四 球 | 敬 遠 | 与 死 球 | 奪 三 振 | 暴 投 | ボ 丨 ク | 失 点 | 自 責 点 | 防 御 率 | W H I P |
| --------- | --------- | ----- | ----- | ----- | ----- | -------- | ----- | ----- | -------- | ----------- | ----- | ----- | -------- | -------- | ----------- | -------- | ----- | -------- | -------- | ----- | -------- | ----- | -------- | -------- | ------- |
| 2022      | 巨人      | 7     | 4     | 0     | 0     | 0        | 1     | 1     | 0        | 0           | .500  | 106   | 24.0     | 28       | 4           | 7        | 0     | 0        | 27       | 0     | 0        | 18    | 16       | 6.00     | 1.46    |
| 2023      | 巨人      | 4     | 4     | 0     | 0     | 0        | 0     | 1     | 0        | 0           | .000  | 60    | 12.1     | 21       | 2           | 3        | 0     | 1        | 11       | 0     | 0        | 15    | 15       | 10.95    | 1.95    |
| 2024      | 巨人      | 25    | 15    | 0     | 0     | 0        | 8     | 5     | 0        | 2           | .615  | 413   | 101.0    | 87       | 5           | 27       | 1     | 3        | 99       | 3     | 0        | 33    | 31       | 2.76     | 1.13    |
| 通算：3年 | 通算：3年 | 36    | 23    | 0     | 0     | 0        | 9     | 7     | 0        | 2           | .563  | 579   | 137.1    | 136      | 11          | 37       | 1     | 4        | 137      | 3     | 0        | 66    | 62       | 4.06     | 1.26    |

- 2024年度シーズン終了時

### WBSCプレミア12での投手成績
| 年 度 | 代 表 | 登 板 | 先 発 | 勝 利 | 敗 戦 | セ ｜ ブ | 打 者 | 投 球 回 | 被 安 打 | 被 本 塁 打 | 与 四 球 | 敬 遠 | 与 死 球 | 奪 三 振 | 暴 投 | ボ ｜ ク | 失 点 | 自 責 点 | 防 御 率 |
| ----- | ----- | ----- | ----- | ----- | ----- | -------- | ----- | -------- | -------- | ----------- | -------- | ----- | -------- | -------- | ----- | -------- | ----- | -------- | -------- |
| 2024  | 日本  | 3     | 1     | 3     | 0     | 0        | 34    | 8.0      | 10       | 2           | 2        | 0     | 0        | 12       | 1     | 0        | 6     | 6        | 6.75     |

### 年度別守備成績
| 年 度 | 球 団 | 投手  | 投手  | 投手  | 投手  | 投手  | 投手     |
| 年 度 | 球 団 | 試 合 | 刺 殺 | 補 殺 | 失 策 | 併 殺 | 守 備 率 |
| ----- | ----- | ----- | ----- | ----- | ----- | ----- | -------- |
| 2022  | 巨人  | 7     | 1     | 4     | 0     | 0     | 1.000    |
| 2023  | 巨人  | 4     | 0     | 3     | 0     | 0     | 1.000    |
| 2024  | 巨人  | 25    | 6     | 12    | 0     | 1     | 1.000    |
| 通算  | 通算  | 36    | 7     | 19    | 0     | 1     | 1.000    |

- 2024年度シーズン終了時

### 記録
初記録
投手記録
- 初登板：2022年7月16日、対広島東洋カープ17回戦（東京ドーム）、5回表に3番手で救援登板、3回無失点[57]
- 初奪三振：同上、5回表に森下暢仁から空振り三振
- 初先発登板：2022年8月24日、対中日ドラゴンズ19回戦（東京ドーム）、4回1/3を3失点（自責点1）で敗戦投手[58]
- 初勝利・初先発勝利：2022年9月23日、対中日ドラゴンズ23回戦（バンテリンドーム ナゴヤ）、6回3失点 ※この年チーム8人目のプロ初勝利でNPB記録となった[59]
- 初ホールド：2024年4月13日、対広島東洋カープ2回戦（東京ドーム）、5回表に2番手で救援登板、2回無失点

打撃記録
- 初打席：2022年7月16日、対広島東洋カープ17回戦（東京ドーム）、6回裏に森下暢仁から二ゴロ
- 初安打：2022年9月8日、対横浜DeNAベイスターズ19回戦（東京ドーム）、3回裏にフェルナンド・ロメロから投手内野安打
- 初打点：2024年8月17日、対横浜DeNAベイスターズ17回戦（横浜スタジアム）、2回表に石田裕太郎から投手内野適時打[60]

### 背番号
- 91[注 1]（2020年[6] - 2021年）
- 091（2022年[14] - 同年7月10日）
- 97（2022年7月11日[16] - ）

### 代表歴
- 2024 WBSCプレミア12 日本代表